# Экунга, Ханс Эрик
Ханс Эрик Экунга (фр. Hans Eric Ekounga; 24 февраля 1977) — камерунский футболист, нападающий.

## Карьера
В 1998 году перешёл в российский клуб «Черноморец» из Новороссийска. Дебют состоялся в матче против московского «Динамо» 30 августа 1998 году. Этот матч закончился со счётом 0:0. Первый гол камерунец забил в ворота команды «Уралан». 30 октября 1998 году, во многом благодаря двум мячам Экунги «Черноморец» победил московский «Спартак» со счётом 3-1. В первом сезоне африканец провёл 7 матчей и забил 3 мяча. В следующем году он провёл 11 матчей и забил 1 мяч. В кубке России сыграл 1 матч.

## Статистика выступлений за клуб
| 1998             | Черноморец       | Высшая лига      | 7  | 3 | — | — | 7  | 3 |
| 1999             | Черноморец       | Высшая лига      | 11 | 1 | 1 | 0 | 12 | 1 |
| Всего за карьеру | Всего за карьеру | Всего за карьеру | 18 | 4 | 1 | 0 | 19 | 4 |